# Hunting High and Low (Album)
Hunting High and Low ist das Debütalbum der norwegischen Pop-Rockband a-ha, das im Juni 1985 erschien und nach dem gleichnamigen Lied benannt wurde.

## Geschichte
Die Aufnahmen fanden in den Eel Pie Studios, Twickenham, London, Vereinigtes Königreich statt. Von diesem Album ließen sich bisher über zehn Millionen Exemplare verkaufen, es blieb das erfolgreichste Album der Band. A-ha war die erste norwegische Band, die für die Grammy Awards 1986 in der Kategorie Bester neuer Künstler nominiert wurde.
Nach der Veröffentlichung ehrte man das Album unter anderem in Deutschland und den Vereinigten Staaten mit Platin, zudem folgte 1986 bis 1987 die Hunting High and Low-Tour.
2010 erschien eine remasterte Deluxe-Version des Albums, die zusätzlich zu den 10 regulären Tracks 29 Demo-Versionen, Remixe und unveröffentlichte Songs enthält.
2015, zum dreißigjährigen Albumjubiläum, erschien die Super Deluxe 30th Anniversary Edition mit vier Audio-CDs und einer DVD in Buchform. Im Vergleich zur Deluxe-Version aus 2010 sind zwei bisher unveröffentlichte Songs enthalten (Nå Blåser Det På Jorden, The Sphinx (ein Gemisch aus den Songs Cold River und Train of Thought)) und zwei neue Demoversionen sowie Remixes und alle Videos (inklusive der drei Versionen von Take On Me).
Ab 2019 fand – unterbrochen durch die Corona-Pandemie – bis 2022 die Tour a-ha play Hunting High and Low live statt, bei der die Band in zweiteiligen Konzerten auftrat. Im ersten Teil wurden jeweils neuere und aktuelle Songs gespielt. Nach einer Pause folgten im zweiten Teil alle Lieder des Albums Hunting High and Low am Stück und in der Albumreihenfolge. Dieses Format war neu für die Band.

## Titelliste
1. Take On Me – 3:48 (Waaktaar/Furuholmen/Harket)
2. Train of Thought – 4:14 (Waaktaar)
3. Hunting High and Low – 3:45 (Waaktaar)
4. The Blue Sky – 2:36 (Waaktaar)
5. Living a Boy’s Adventure Tale – 5:00 (Waaktaar/Harket)
6. The Sun Always Shines on T.V. – 5:08 (Waaktaar)
7. And You Tell Me – 1:51 (Waaktaar)
8. Love Is Reason – 3:04 (Waaktaar/Furuholmen)
9. I Dream Myself Alive – 3:06 (Waaktaar/Furuholmen)
10. Here I Stand and Face the Rain – 4:30 (Waaktaar)

## Singleauskopplungen
| Jahr | Titel                         | Höchstplatzierung, Gesamtwochen/‑monate, AuszeichnungChartplatzierungen (Jahr, Titel, , Platzierungen, Wochen/Monate, Auszeichnungen, Anmerkungen) | Höchstplatzierung, Gesamtwochen/‑monate, AuszeichnungChartplatzierungen (Jahr, Titel, , Platzierungen, Wochen/Monate, Auszeichnungen, Anmerkungen) | Höchstplatzierung, Gesamtwochen/‑monate, AuszeichnungChartplatzierungen (Jahr, Titel, , Platzierungen, Wochen/Monate, Auszeichnungen, Anmerkungen) | Höchstplatzierung, Gesamtwochen/‑monate, AuszeichnungChartplatzierungen (Jahr, Titel, , Platzierungen, Wochen/Monate, Auszeichnungen, Anmerkungen) | Höchstplatzierung, Gesamtwochen/‑monate, AuszeichnungChartplatzierungen (Jahr, Titel, , Platzierungen, Wochen/Monate, Auszeichnungen, Anmerkungen) | Höchstplatzierung, Gesamtwochen/‑monate, AuszeichnungChartplatzierungen (Jahr, Titel, , Platzierungen, Wochen/Monate, Auszeichnungen, Anmerkungen) | Anmerkungen                                                  |
| Jahr | Titel                         | DE | AT | CH | UK | US | NO | Anmerkungen                                                  |
| ---- | ----------------------------- | --- | --- | --- | --- | --- | --- | ------------------------------------------------------------ |
| 1984 | Take On Me                    | DE1 (20 Wo.)DE | AT1 (3 Mt.)AT | CH1 (13 Wo.)CH | UK2 (19 Wo.)UK | US1 (27 Wo.)US | NO1 (30 Wo.)NO | Erstveröffentlichung: 19. Oktober 1984 Verkäufe: + 7.000.000 |
| 1985 | The Sun Always Shines on T.V. | DE5 (14 Wo.)DE | AT8 (3 Mt.)AT | CH7 (9 Wo.)CH | UK1 (12 Wo.)UK | US20 (17 Wo.)US | NO2 (12 Wo.)NO | Erstveröffentlichung: 9. November 1985 Verkäufe: + 510.000   |
| 1986 | Train of Thought              | DE14 (13 Wo.)DE | — | — | UK8 (10 Wo.)UK | — | — | Erstveröffentlichung: 21. März 1986                          |
| 1986 | Hunting High and Low          | DE11 (16 Wo.)DE | AT24 (1 Mt.)AT | — | UK5 (12 Wo.)UK | — | NO10 (1 Wo.)NO | Erstveröffentlichung: 2. Juni 1986 Verkäufe: + 408.000       |

## Rezeption
Bei Allmusic erhielt das Album 4 von 5 Sternen und wurde als „AMG Album Pick“ ausgewählt. Tim DiGravina schrieb, das Album enthalte eine Handvoll Songs, die beinahe die manische Energie und die emotionale Kraft seines großen Hits – Take On Me – erreichten.
Das Musikmagazin Rolling Stone schrieb anlässlich des 30-jährigen Jubiläums des Albums, a-ha könnten zu Recht stolz sein auf dieses „Frühwerk voller atemberaubender Songs über die Adoleszenz“.

## Kommerzieller Erfolg

### Chartplatzierungen
| ChartsChartplatzierungen       | Höchstplatzierung | Wochen/ Monate |
| ------------------------------ | ----------------- | -------------- |
| Deutschland (GfK)              | 10 (66 Wo.)       | 66 Wo.         |
| Norwegen (IFPI)                | 1 (45 Wo.)        | 45 Wo.         |
| Österreich (Ö3)                | 18 (5 Mt.)        | 5 Mt.          |
| Schweiz (IFPI)                 | 10 (19 Wo.)       | 19 Wo.         |
| Vereinigte Staaten (Billboard) | 15 (47 Wo.)       | 47 Wo.         |
| Vereinigtes Königreich (OCC)   | 2 (81 Wo.)        | 81 Wo.         |

| ChartsJahrescharts (1986) | Platzierung |
| ------------------------- | ----------- |
| Deutschland (GfK)         | 11          |

### Auszeichnungen für Musikverkäufe
| Land/Region                  | Auszeichnungen für Musikverkäufe (Land/Region, Auszeichnung, Verkäufe) | Verkäufe  |
| ---------------------------- | ---------------------------------------------------------------------- | --------- |
| Australien (ARIA)            | Gold                                                                   | 35.000    |
| Brasilien (PMB)              | Gold                                                                   | 100.000   |
| Dänemark (IFPI)              | Gold                                                                   | 10.000    |
| Deutschland (BVMI)           | 3× Gold                                                                | 750.000   |
| Frankreich (SNEP)            | Platin                                                                 | 400.000   |
| Hongkong (IFPI/HKRIA)        | Gold                                                                   | 10.000    |
| Japan (RIAJ)                 | Platin                                                                 | 200.000   |
| Kanada (MC)                  | Platin                                                                 | 100.000   |
| Neuseeland (RMNZ)            | 2× Platin                                                              | 40.000    |
| Niederlande (NVPI)           | Gold                                                                   | 50.000    |
| Norwegen (IFPI)              | 2× Platin                                                              | 228.000   |
| Schweden (IFPI)              | Platin                                                                 | 100.000   |
| Schweiz (IFPI)               | Platin                                                                 | 50.000    |
| Spanien (Promusicae)         | Gold                                                                   | 50.000    |
| Vereinigte Staaten (RIAA)    | Platin                                                                 | 1.000.000 |
| Vereinigtes Königreich (BPI) | 3× Platin                                                              | 900.000   |
| Insgesamt                    | 7× Gold · 14× Platin ·                                                 | 4.023.000 |